# Norefedrin
Norefedrin je vrsta tvari koja se može uporabiti za izradu droga ("prekursor"). Uvršten je u Hrvatskoj na temelju Zakona o suzbijanju zlouporabe droga na Popis tvari koje se mogu uporabiti za izradu droga - Europski klasifikacijski sustav ovisno o mogućnostima zlouporabe, Službeni list Europske unije od 18. veljače 2004. Kemijsko ime po CAS-u je (R*,S*)-α-(1-aminoethyl)benzenemethanol, KN oznaka je 2939 44 00, CAS-ov broj je 14838-15-4.